# L'Offrande à Vénus
L'Offrande à Vénus  ou La Fête des Amours est une peinture à l'huile sur toile (172 × 175 cm) réalisée par Le Titien, datable de 1518-1519 et conservée au musée du Prado à Madrid.

## Histoire
L'œuvre est la première peinte par Titien pour le cycle des « Baccanali », destiné à décorer des salles d'albâtre, les Camerini d'alabastro du studiolo d'Alphonse Ier d'Este. Le duc avait déjà obtenu une toile de Giovanni Bellini (Le Festin des dieux, dont Titien avait retouché le paysage), et quelques années plus tôt Titien avait déjà peint Le Christ au denier destiné à décorer une porte.

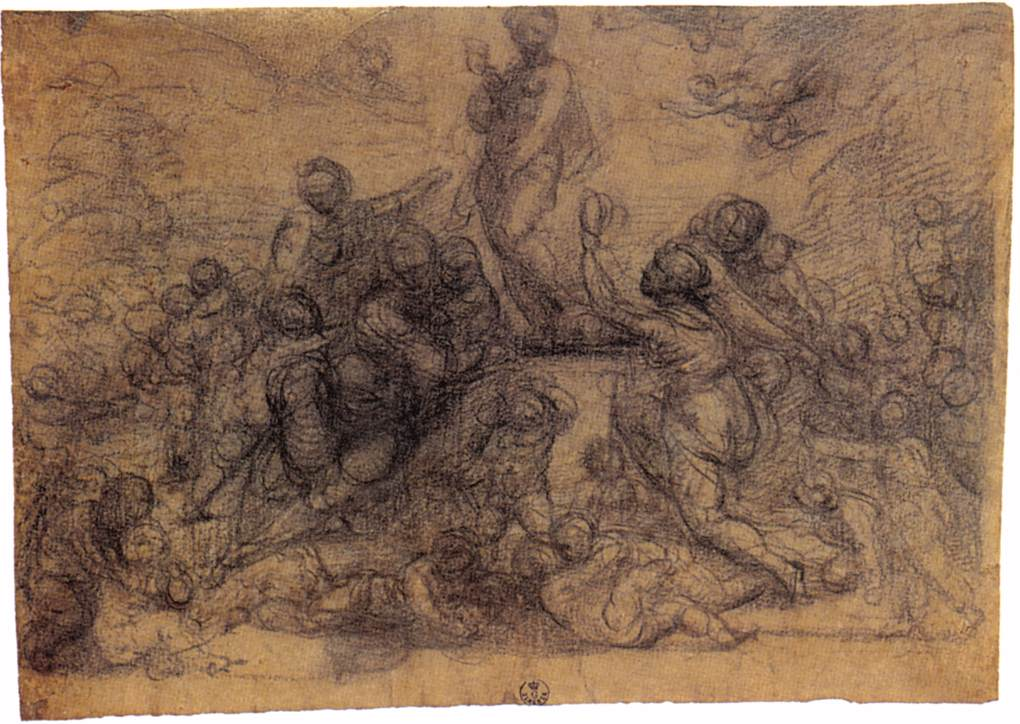
Le Triomphe de Vénus de Fra Bartolomeo.

L'Offrande à Vénus est d'abord commandée à Fra Bartolomeo, mais sa mort en 1517 interrompt sa réalisation. Le frère florentin a pourtant fait un dessin, son premier sujet non religieux depuis sa conversion aux théories de Jérôme Savonarole. Titien reçoit le dessin préparatoire existant ; il décide de le renverser, mettant en place une composition dans laquelle l'image de la déesse est retirée, à droite plutôt qu'au centre, et il se concentre sur la foule des Amours. Cependant, il reprend diverses idées, comme le type de statue, une Aphrodite pudique, et l'attitude des nymphes, notamment celle au miroir.
Les vicissitudes de la commande et de la livraison du tableau en octobre 1519, sont attestées par l'abondante correspondance entre l'artiste, la cour d'Este et les envoyés du duc à Venise. Pour respecter les dimensions requises, la toile et le cadre sont envoyés de Ferrare avec le programme iconographique où le 17 octobre, l'artiste se rend personnellement pour présider à son installation.
Avec le démantèlement rapide du studiolo à la suite de la dévolution de Ferrare aux États pontificaux en 1598, les peintures sont dispersées. La Fête des Amours est apportée à Rome par le cardinal Pietro Aldobrandini, légat apostolique. Vers 1634, par l'intermédiaire du vice-roi de Naples Manuel de Acevedo y Zúñiga, le tableau est offert avec la Bacchanale des Andriens à Philippe IV (roi d'Espagne), en partie à titre de paiement de la Principauté de Piombino. Les premières mentions documentées en Espagne remontent aux inventaires du palais de l'Alcazar de Madrid en 1666, 1686 et 1700.
Les trois toiles de Titien ont été admirées et copiées par Pierre Paul Rubens, Guido Reni, Nicolas Poussin et Diego Vélasquez, fournissant l'inspiration pour le développement du Baroque. Les larmes sincères du Dominiquin en voyant ces chefs-d'œuvre quitter l'Italie demeurent célèbres.
Il existe une copie avec des variantes de Rubens au Nationalmuseum de Stockholm.

## Description et style

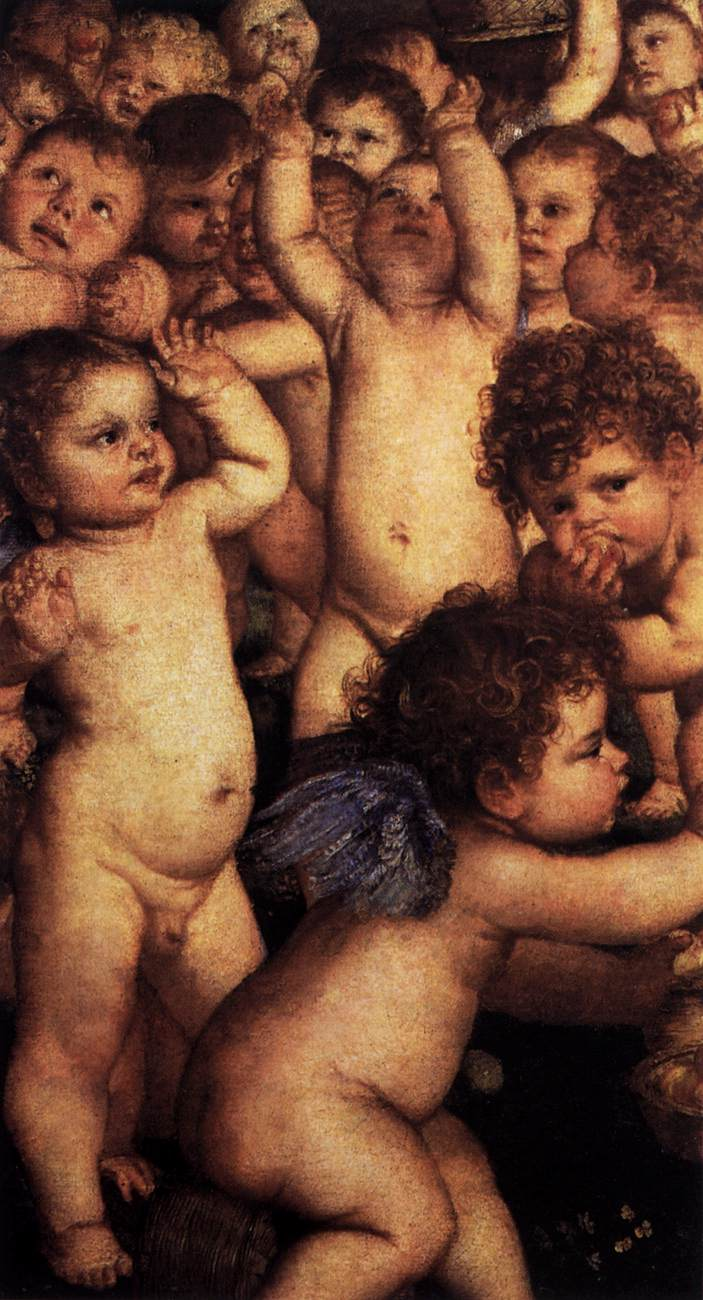
Détail.

Comme mentionné par Carlo Ridolfi, le sujet du tableau a été décidé directement par Alphonse Ier d'Este qui s'est inspiré de la description d'une des peintures d'Érotes décrite dans le sixième livre des Images de Philostrate de Lemnos.
Un groupe d'Amours est réuni pour faire une offrande de fruits à la déesse Vénus, dont la statue se détache en haut à droite. Ils pullulent dans des attitudes ludiques dans la moitié inférieure, tandis que certains se sont envolés pour cueillir les fruits, des pêches, des arbres. Au premier plan, certains échangent de tendres affections, en hommage à la déesse de l'amour, tandis que l'un d'eux s'apprête à frapper une « puttine » qui sourit, amusée. De nombreux Érotes sont inspirés des statues classiques célèbres. Deux nymphes, à droite, assistent à la scène. L'une tient un miroir à la main, probablement une référence à la beauté.

## Analyse
Les putti, outre leur rôle céleste, jouent et volettent comme de petits oiseaux dodus parmi les arbres. La composition est étrange : l'œil est attiré, tout à fait à droite, sur la statue de Vénus.

## Source
- (it) Cet article est partiellement ou en totalité issu de l’article de Wikipédia en italien intitulé « Festa degli amorini » (voir la liste des auteurs).